# موراي دي لين
موراي دي لين (بالإنجليزية: Murray De Laine)‏ هو بحار وسياسي أسترالي، ولد في 29 أغسطس 1936. حزبياً، نشط في حزب العمال الأسترالي (فرع جنوب أستراليا) ‏. وقد انتخب Justice of the Peace for South Australia ‏ (23 مايو 2013 – 22 مايو 2023) وفي 1997 South Australian state election ‏، انتخب عضو مجلس النواب جنوب أستراليا من الجمعية عن دائرة Electoral district of Price ‏ وقد انضم خلال فترته النيابية ‏ (7 ديسمبر 1985 – 8 فبراير 2002)  للكتلة البرلمانية حزب العمال الأسترالي (فرع جنوب أستراليا) ‏.